# Difenylfosforylazide
Difenylfosforylazide of DPPA is een toxische organische verbinding met als brutoformule C12H10N3O3P. De stof komt voor als een kleurloze tot lichtgele stroperige vloeistof. De stof wordt gebruikt in de organische synthese voor het invoeren van een azide.

## Synthese
Difenylfosforylazide wordt bereid door fosforchloridaat te laten reageren met natriumazide:

## Eigenschappen
Difenylfosforylazide ondergaat gemakkelijk nucleofiele substitutie met geschikte nucleofielen, zoals water, ammoniak, alcoholen en amines. In combinatie met trifenylfosfine en DEAD kan het via een Mitsunobu-reactie alcoholen omzetten in de corresponderende aziden.

## Toxicologie en veiligheid
Difenylfosforylazide is een bijzonder giftige verbinding: de aanwezigheid van een azide als goede leaving group op fosfor zorgt ervoor dat de stof sterk fosforylerend werkt en daarmee bepaalde cruciale biochemische routes in het lichaam kan stopzetten (onder meer esterasen, zoals het acetylcholinesterase). De stof kan geabsorbeerd worden doorheen de huid en veroorzaakte irritatie aan de ogen en de luchtwegen.
Zoals de meeste aziden is ook difenylfosforylazide gevoelig voor thermolyse: bij verhitting boven 150°C neemt de kans op explosieve ontleding toe. De stof is niet compatibel met sterke zuren (vrijzetting van het dodelijke waterstofazide) en oxidatoren.